# تكعيبية مستقبلية

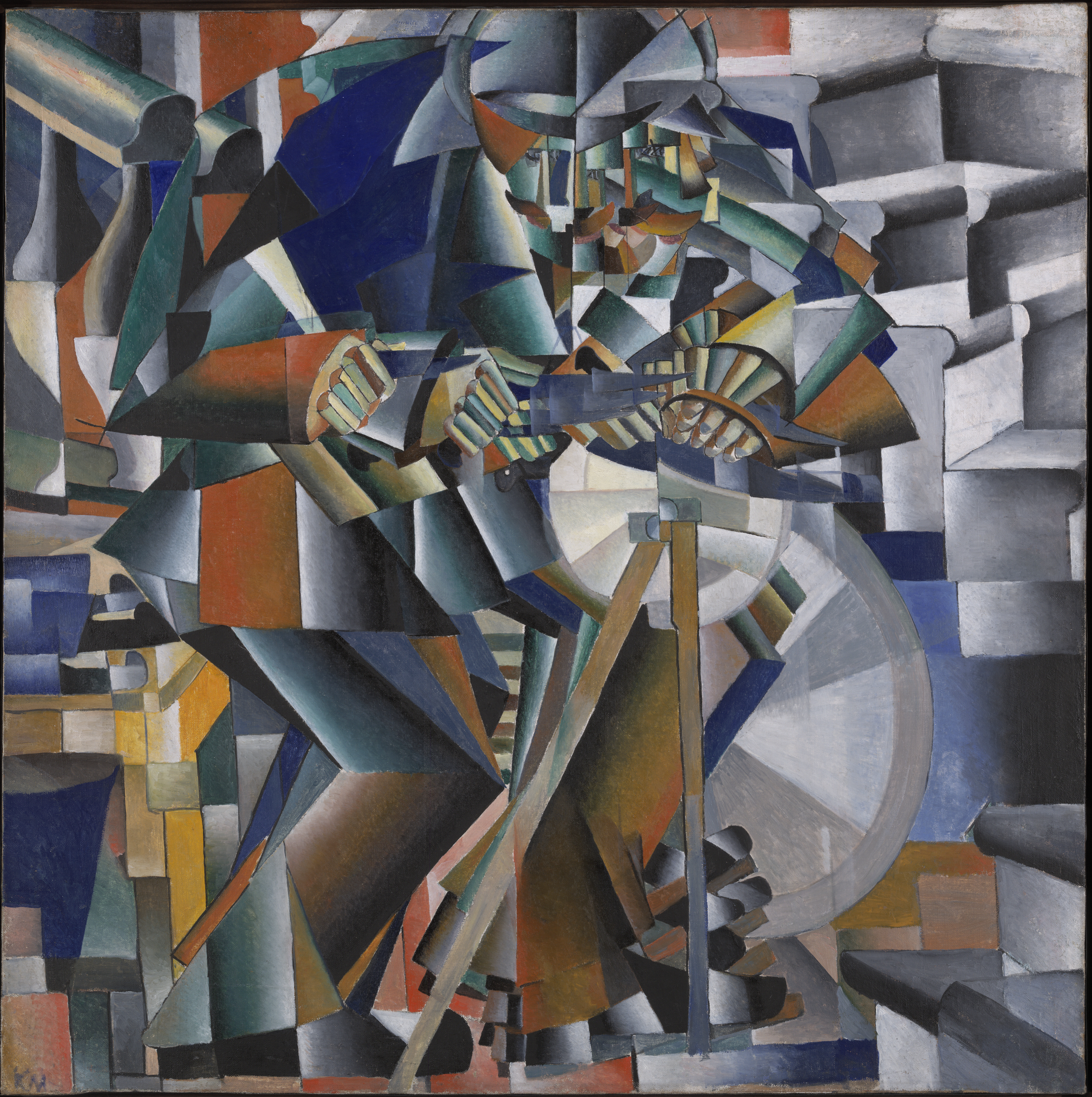

التكعيبية المستقبلية (تُدعي أيضًا بالمستقبلية الروسية) هي حركة فنية برزت في أوائل القرن العشرين في روسيا، وتُعرف بمزجها عناصرًا فنية موجودة في حركتي المستقبلية الإيطالية والتكعيبية الفرنسية. كانت التكعيبية المستقبلية مدرسة الفن والنحت الرئيسة التي انتمى إليها فنانو المستقبلية الروس.
في عام 1913، ظهر مصطلح «تكعيبية–مستقبلية» لوصف الأعمال الفنية التي أنجزها عددٌ من مجموعة «خلايناس» الشعرية، فتحوّل أتباعها عن الرمزية الشعرية واتجهوا نحو المستقبلية ومبدأ زاوم، والأخير هو «الشعر السمعي والبصري التجريبي لكروتشونيخ وخليبنيكوف». في وقت لاحقٍ من العام ذاته، أصبح مبدأ وأسلوب «التكعيبية المستقبلية» مرادفًا لأعمال فنانين روس ضمن دوائر الطليعية الروسية ما بعد الثورية، فعبّر هؤلاء عن الفن اللاتمثيلي في أعمالهم عن طريق تحطيم واستبدال للصيغ التقليدية والخطوط ووجهات النظر في اللوحة والألوان والقوام. جاءت آثار التكعيبية المستقبلية واضحة ضمن جمعيات الفنون الأدائية، فتعاون الفنانون والشعراء التكعيبيون المستقبليون في المسرح والسينما وعروض الباليه التي سعت جميعها إلى تحطيم الأعراف المسرحية عبر استخدام شعر الـ زاوم عديم المعنى، والتركيز على الارتجال وتشجيع مشاركة الجمهور في العروض (كالتراجيديا المستقبلية الساخرة لـ فلاديمير ماياكوفسكي من عام 1913 مثلًا).
يعكس هذا التعايش أو التكيف بين أصناف الفنون المختلفة ضمن التكعيبية المستقبلية انهماكًا آيديولوجيًا بالإحياء الجماعي والتحطيم (فكرة وُلدت ضمن تعابيرهم ما بعد الثورية) بحيث يتمكن كلّ شاعر أو فنان من خلق وابتكار بصيرته الجمالية الخاصة بناءً على مبدأ الثورة والعمل الجماعي عن طريق إعادة تفسير التقاليد الفنية والاجتماعية.

## خلفية تاريخية

### أهمية الظروف في مرحلة ما بعد الثورة
في المراحل المتأخرة من روسيا القيصرية، انقسم المجتمع بشكل كبير وفق طبقات اجتماعية. تأخرت روسيا كثيرًا عن اللحاق بالدول الغربية الأخرى في عدة نواحٍ، كالصناعة والتطور والنمو الاقتصادي والنمو الحضري، فشهدت روسيا مستويات مرتفعة من الجهل والنظام الصحي الضعيف، وعانت من محدودية وسائل التواصل الكبرى وصِغَرها خارج المدن الكبرى. عندما تطلع الفنانون الذين شكلوا حركة التكعيبية المستقبلية نحو واقع الحياة في الدول المجاورة، لاحظوا آثار النماء التي خلفها عصر الآلة على حياة الناس اليومية، وتعرفوا على جمالية وحركية وطاقة الجمال الآلي المنفعي، ما أدى إلى تجدد اهتمامهم بالتحديث التكنولوجي للفن والشعر والحياة. ردد الشاعر الأوكراني ألكسندر شيفتشينكو النشط في دوائر الفن الروسية صدى هذا الإحساس عندما قال عام 1913: «تحوّل العالم إلى آلة فردية متوحشة ومذهلة ودائمة الحركة، تحوّل إلى كائن لا حيواني أوتوماتيكي ضخم ومفرد... ينعكس على طريقة تفكيرنا وحياتنا الروحية، ويتجسد بهيئة الفن». أصبحت «طائفة الآلة» مبدأ طوباويًا بشكل متزايد ضمن دوائر التكعيبية المستقبلية، فاعتبر الفناون ظاهرة الإنتاج الآلي المثالية البعثَ الرئيس لـ «البروليتاريا» جراء قدرتها على الإسهام في تأسيس حياة عادلة وجماعية لجميع الناس بصرف النظر عن طبقتهم الاجتماعية. أثر هذا المفهوم الآيديولوجي عن المثالية الطوباوية التي تتحقق عبر الآلة على العناصر الأسلوبية للحركة التكعيبية المستقبلية، فألهم الفنانين على الاختبار والتجربة باستخدام الفن التجريدي البحث والأشكال الهندسية والخطوط والمستويات الخشنة، وأدى إلى تفكيك الأشكال العضوية إلى بنى قوية محقنة برمزية الآلة.

### أثر جامعي التحف الفنية الروس
في أوائل القرن العشرين، وخلال أقصى أشكال الانقسام الاجتماعي والسياسي والطبقي في روسيا، برزت طبقة من النخبوية الأرستقراطية ورجال الأعمال. استطاعت هذه الطبقة الوصول بشكل محدود إلى أسواق الفن وتجار التحف الفنية، وجمعت عددًا جيدًا من الأعمال الفنية الأوروبية من أوائل القرن العشرين، ووضعتها ضمن مجموعاتها الخاصة. وجّه سيرغي شتشوكن (1854–1936) وإيفان موروزوف (1871–1921)، وهما من جامعي التحف الفنية ورعاة الفن، اهتمامها بشكل خاص نحو الأعمال الفنية التي تنتمي للمدارس والحركات الانطباعية وما بعد الانطباعية والوحشية (فوفية) والتكعيبية والمستقبلية من جميع أنحاء أوروبا، وكدسوا مجموعات ضخمة من الأعمال بالغة الأهمية، وعرّفوا الفنانين الروس المحليين على الحركات الفنية والتقنيات والأساليب الشائعة في القارة الأوروبية.